# الهجوم الإسرائيلي على مطار صنعاء الدولي 2025
في 6 مايو 2025، شنّ سلاح الجو الإسرائيلي غارات جوية مكثفة على مطار صنعاء الدولي، ما أدى إلى تدمير أجزاء واسعة من المطار وتعطيله بالكامل عن الخدمة، بالإضافة إلى استهداف منشآت حيوية أخرى في العاصمة اليمنية. وذكرت مصادر إعلامية أن الغارات عطّلت المطار بالكامل.
سبق هذه الضربة إصدار الجيش الإسرائيلي تحذيرًا غير مسبوق، حيث دعا المتحدث باسم الجيش أفيخاي أدرعي جميع المتواجدين في منطقة المطار إلى مغادرتها فورًا، محذرًا أن البقاء في المكان يعرضهم للخطر. يُعد هذا التحذير الأول من نوعه في اليمن، وجاء في أعقاب سلسلة من الهجمات الصاروخية والطائرات المسيّرة التي نفذتها جماعة أنصار الله ضد أهداف إسرائيلية، من بينها هجوم صاروخي استهدف مطار بن غوريون الدولي وأدى إلى إصابات وأضرار مادية. اتهم الجيش الإسرائيلي الحوثيين باستخدام المطار لأغراض عسكرية، مؤكدًا أن الضربة جاءت في إطار الرد على التصعيد الحوثي الأخير.

## خلفية
منذ أكتوبر 2023، شنّت جماعة الحوثي هجماتها على إسرائيل. ومنذ مارس 2025، أطلقت الجماعة أكثر من 17 صاروخًا بالستيًا على الأراضي الإسرائيلية، معظمها تم اعتراضه.
بدأ التصعيد الأخير بين إسرائيل والحوثيين في 4 مايو 2025، عندما أطلقت جماعة الحوثي صاروخًا بالستيًا فرط صوتي على مطار بن غوريون في تل أبيب، ما أدى إلى إصابة ثمانية أشخاص وتوقف مؤقت لحركة الطيران. وقد أعلنت الجماعة مسؤوليتها عن الهجوم، معتبرةً إياه ردًا على العمليات العسكرية الإسرائيلية في قطاع غزة، وهددت بفرض حصار جوي شامل على إسرائيل.
ردًا على ذلك، شنت إسرائيل في 5 مايو غارات جوية على أهداف حوثية في اليمن، مستهدفةً ميناء الحديدة ومصنعًا للإسمنت في باجل. شاركت أكثر من 20 طائرة مقاتلة إسرائيلية في الهجوم، وأسفر القصف عن إصابة 21 شخصًا، وفقًا لمصادر حوثية. اتهمت إسرائيل الحوثيين باستخدام ميناء الحديدة لنقل الأسلحة الإيرانية.

## الهجوم
في 6 مايو 2025، شنّ سلاح الجو الإسرائيلي سلسلة غارات جوية مكثفة على مطار صنعاء الدولي، ما أدى إلى تدميره بالكامل وخروجه عن الخدمة، وذلك بعد إصدار الجيش الإسرائيلي تحذيراً غير مسبوق دعا فيه جميع المتواجدين في محيط المطار إلى الإخلاء الفوري. استهدفت الغارات مدارج الإقلاع والهبوط، برج المراقبة، صالة الركاب، الطائرات المدنية المتوقفة، إضافة إلى مرافق خدمية ومحطات كهرباء في العاصمة صنعاء. وذكرت مصادر في سوق الطيران أن ثلاث طائرات تابعة للخطوط الجوية اليمنية دُمّرت في الهجوم، ولم تكن مؤمناً عليها. ووفق مصادر محلية وإعلامية، شاركت عشرات الطائرات الحربية في العملية، وأدت الغارات إلى تصاعد كثيف للدخان وانفجارات عنيفة في محيط المطار، وسط غياب بيانات رسمية حول حجم الخسائر البشرية.